# Yoshinogari (Saga)
Yoshinogari (jap. 吉野ヶ里町 Yoshinogari-chō) – miasto w Japonii, na wyspie Kiusiu, w prefekturze Saga. Według danych na rok 2020 miejscowość zamieszkiwało 16 323 mieszkańców , a gęstość zaludnienia wyniosła 371,1 os./km².